# Marazuela
Marazuela è un comune spagnolo di 77 abitanti situato nella comunità autonoma di Castiglia e León.